# Podstenje
Podstenje je naselje u slovenskoj Općini Ilirskoj Bistrici. Podstenje se nalazi u pokrajini Notranjskoj i statističkoj regiji Notranjsko-kraškoj. 

## Stanovništvo
Prema popisu stanovništva iz 2002. godine naselje je imalo 71 stanovnika.